# St. Georg (Ellingen)

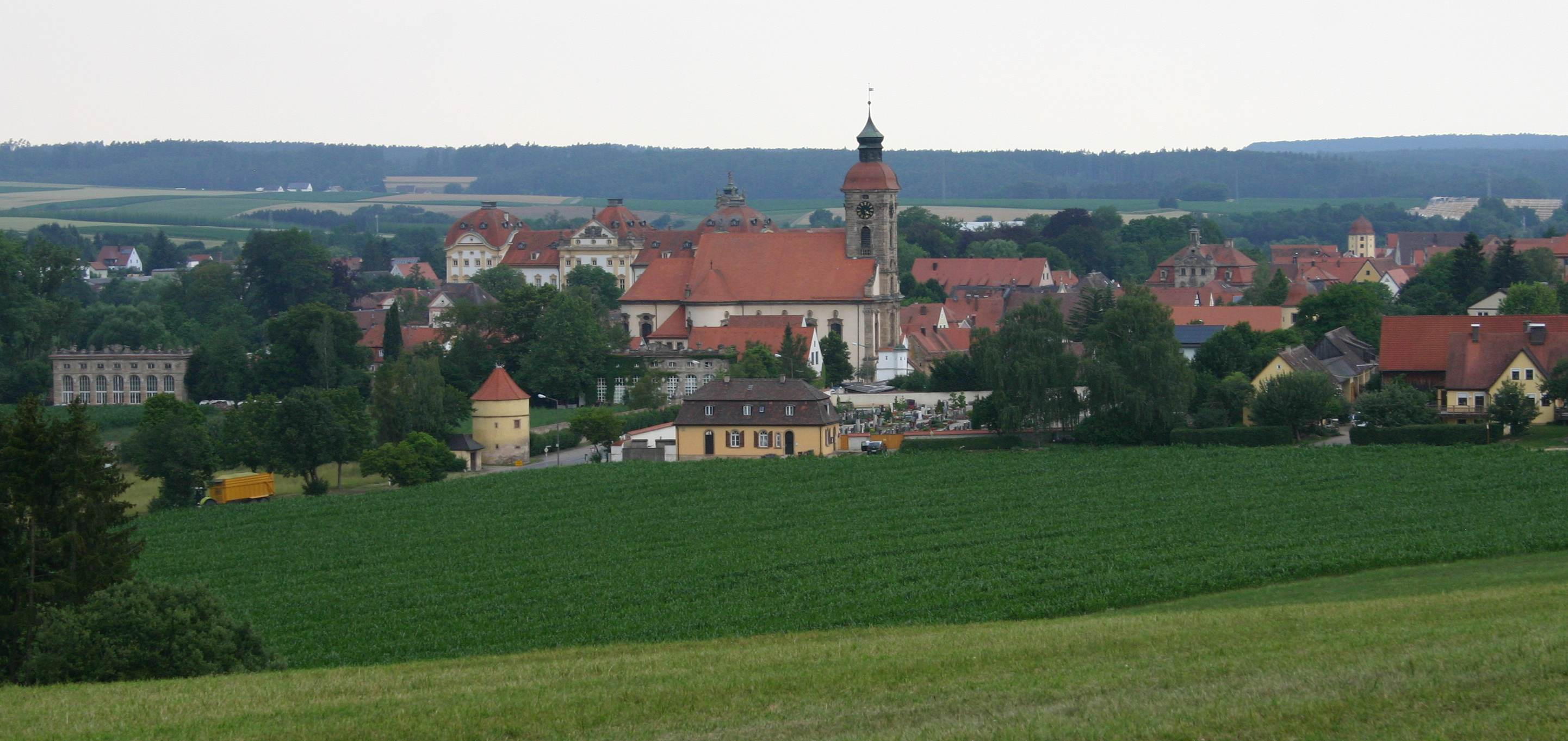
Ansicht der Stadt Ellingen von Süden, in der Mitte die St.-Georgs-Kirche

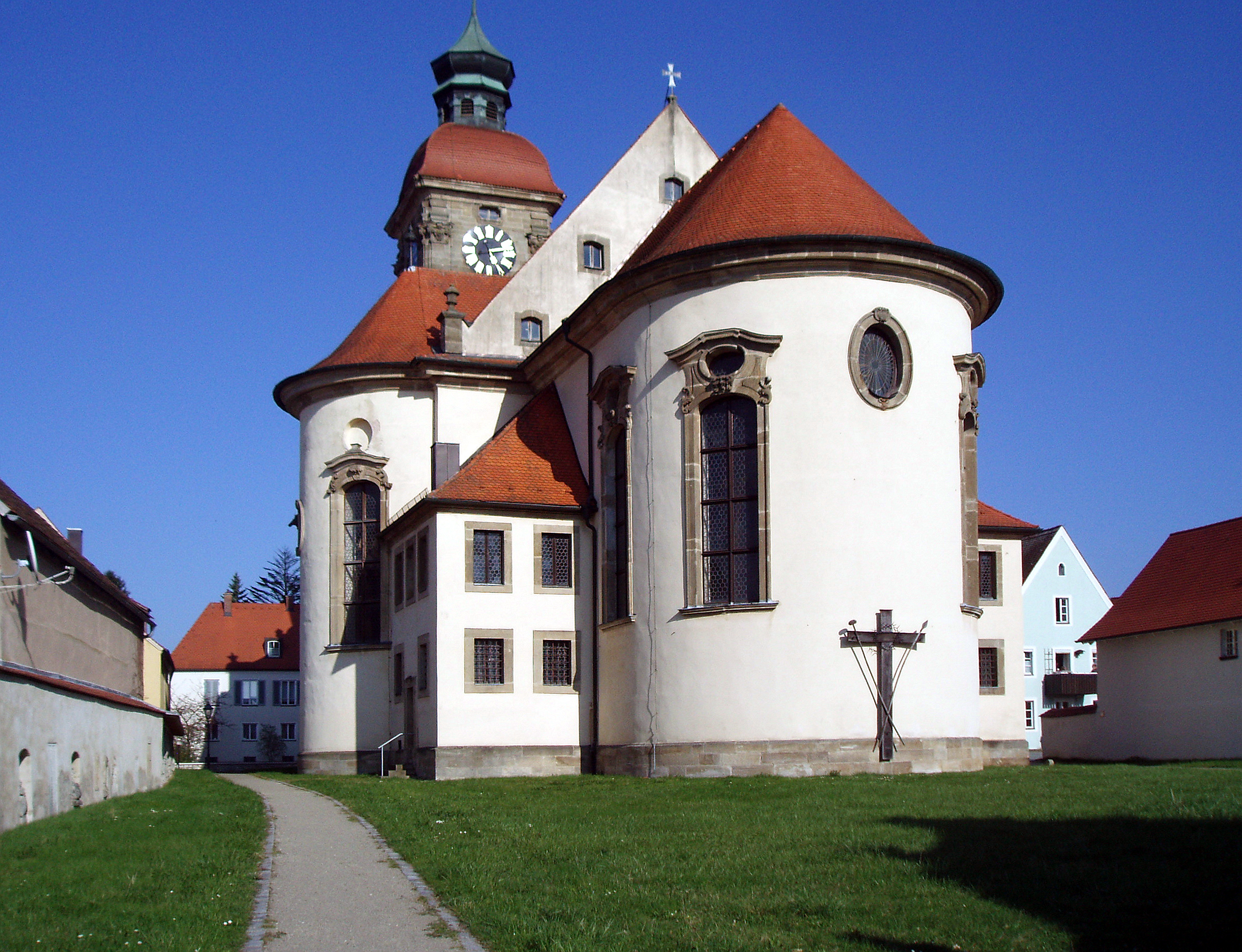
St.-Georgs-Kirche

Die St.-Georgs-Kirche ist die katholische Stadtpfarrkirche Ellingens, einer Stadt im mittelfränkischen Landkreis Weißenburg-Gunzenhausen. Sie ist unter der Denkmalnummer D-5-77-125-128 als Baudenkmal in die Bayerische Denkmalliste eingetragen. Das Gebäude ist zusätzlich als Bodendenkmal ausgewiesen (Nr. D-5-6931-0444). Die postalische Adresse lautet Weißenburger Straße 31.

## Geschichte
Die Ursprünge der Vorgängerkirche sind unklar. Um 1058 wurde jedoch eine Kirche durch Gundekar II. geweiht. Eine weitere Konsekration erfolgte zwischen 1182 und 1196 durch Bischof Otto von Eichstätt. Als Schutzpatron ist Georg bereits 1283 genannt, dem Deutschen Orden gelang es aber erst 1418 das Kirchenpatronat zu erhalten. Papst Martin V. bestätigt am 10. Dezember 1418 die Trennung der St. Georgskirche, bisher Filialkirche, von der Mutterkirche St. Andreas in Weißenburg. 1552 wurde die Kirche durch Markgraf Albrecht niedergebrannt. Im Dreißigjährigen Krieg wurde Ellingen vollständig in Schutt und Asche gelegt. Der baufreudige Karl Heinrich von Hornstein beschloss 1718, unmittelbar nach seiner Bestätigung, einen Kirchenneubau zu errichten. Am 5. April 1729 fand die Grundsteinlegung der von Franz Joseph Roth erbauten Kirche statt. Bereits am 15. Juli 1731 wurde sie vom Eichstätter Fürstbischof Franz Ludwig Schenk von Castell geweiht.
Im Zweiten Weltkrieg wurde die Kirche stark zerstört, das westliche Seitenschiff weggerissen, die Deckenfresken, Stuckdecken, der rechte Seitenaltar St. Elisabeth und die beiden Stuckmarmoraltäre stark beschädigt. Nach Wiederaufbau und Reparatur wurde die Kirche am 20. Dezember 1953 von Bischof Joseph Schröffer wieder geweiht. Die letzte Gesamtrenovierung erfolgte 1985–1992, die der Stuckmarmorseitenaltäre 1993.

## Baubeschreibung
Die Grundmauern der heutigen St.-Georgs-Kirche stammen aus der Bauzeit des Vorgängerbaus.

## Ausstattung
In der Kirche befindet sich eine Statue des heiligen Michael, des Schutzpatrons der Vorgängerkirche, der einen Bombensplitter in der Hand hat, der aus dem Zweiten Weltkrieg stammt. Die Schaufassade befindet sich auf der Ostseite der Kirche. Das Portal wird von Statuen der Heiligen Georg und Elisabeth geschmückt. Die zwölf Apostel zieren das Langhaus. Fresken schmücken die Seitenwand. Der viersäulige Altar zeigt den heiligen Georg. An der Kanzel und der Nordwand befinden sich mehrere Bilder, Statuen und Reliefs. Die zwei Seitenaltäre bestehen aus Stuckmarmor und sind mit Holzfiguren geschmückt. Auf dem Deckengemälde im Langhaus ist die Tempelreinigung durch Christus dargestellt.

## Prozessionsstangen
In der Kirche befinden sich kunstvoll gefertigte Prozessionsstangen, die vor allem mit Heiligenfiguren geschmückt sind.

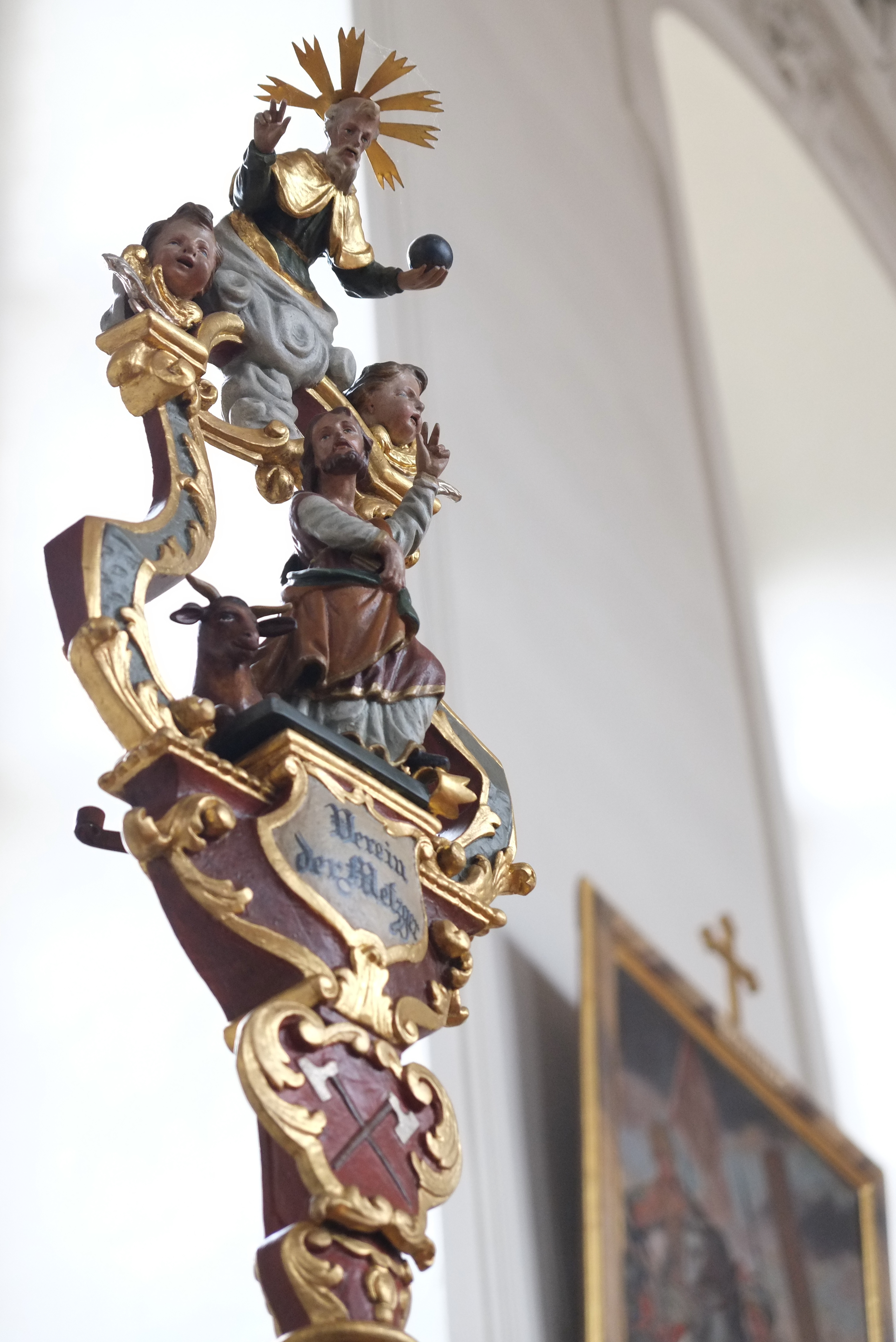
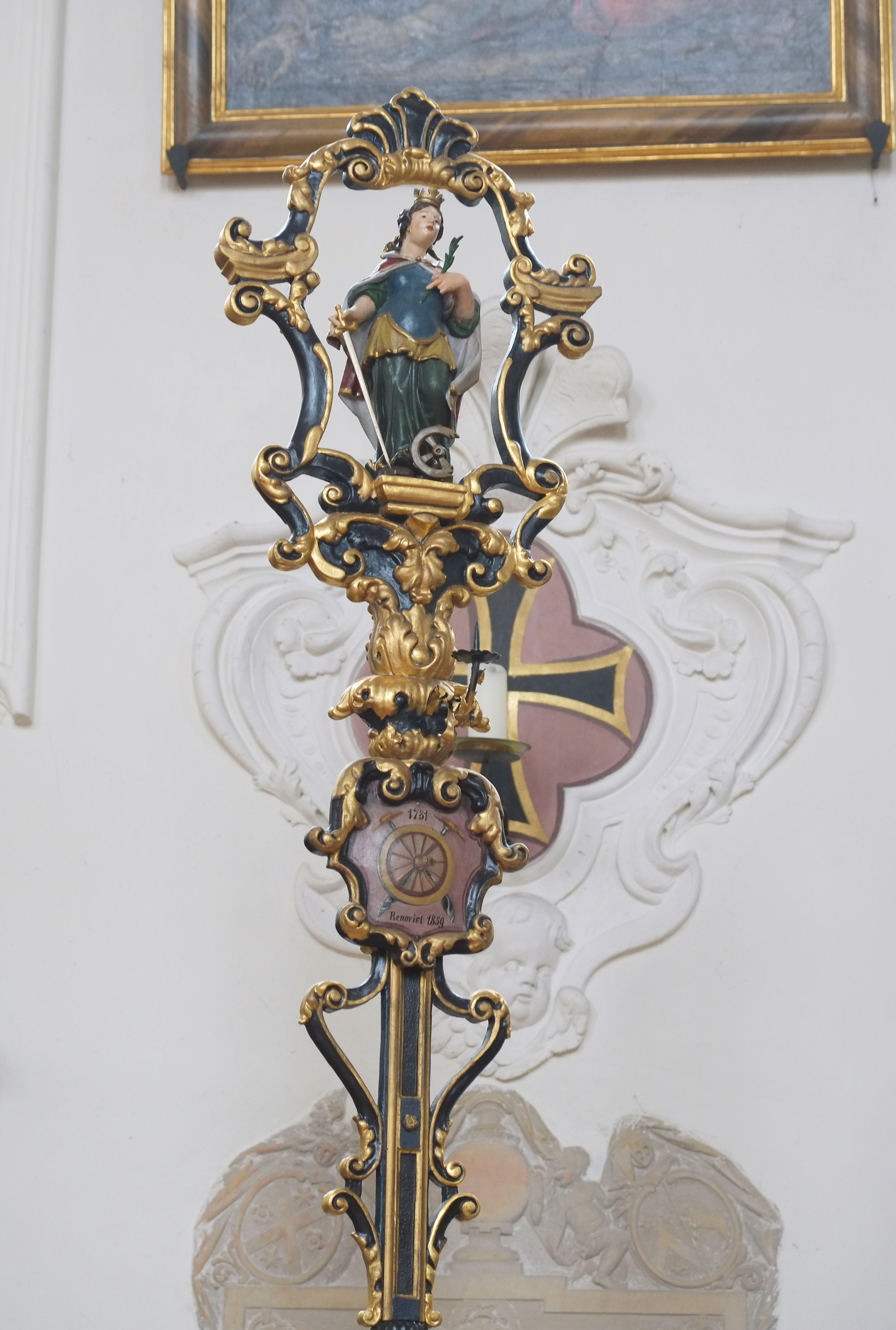
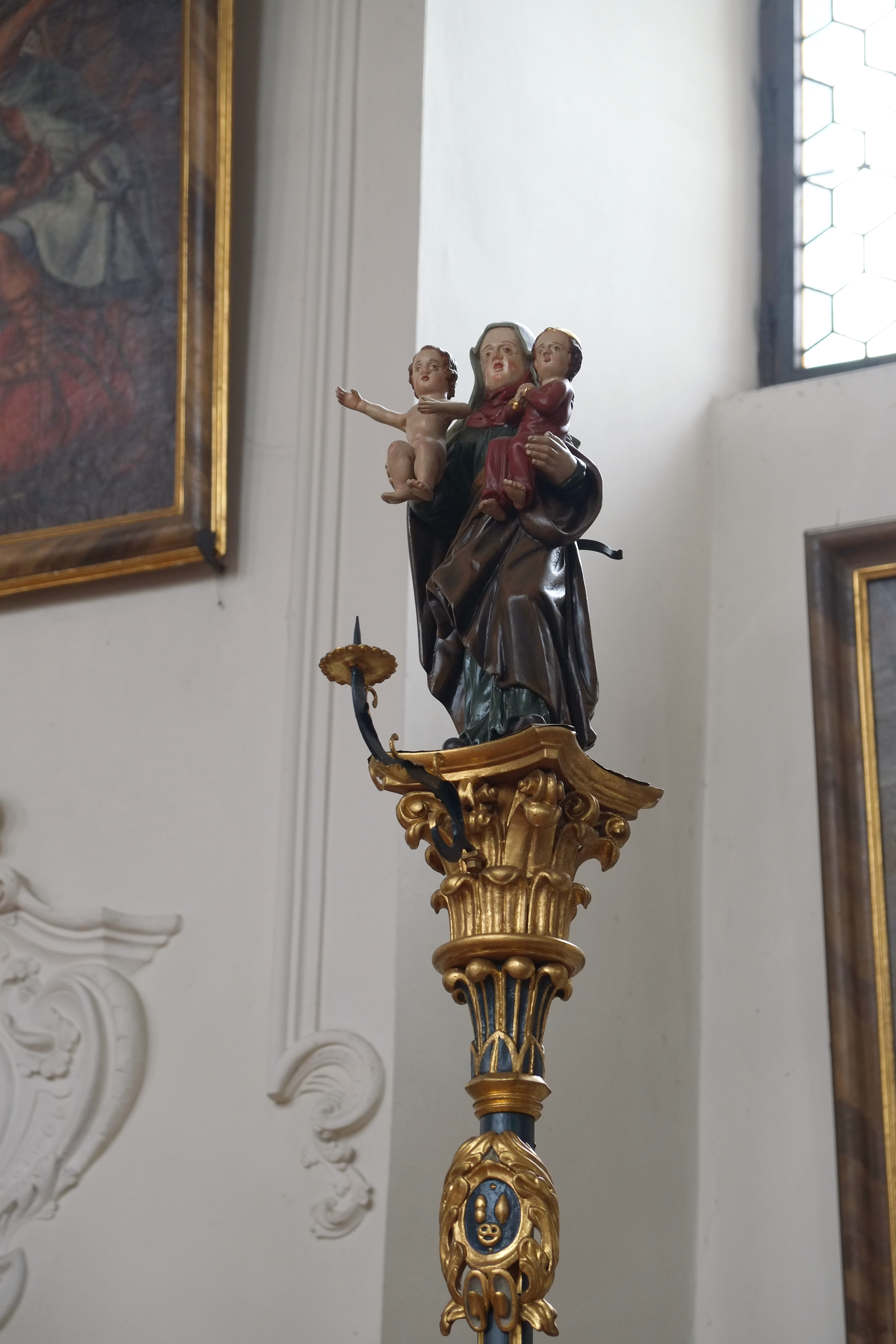
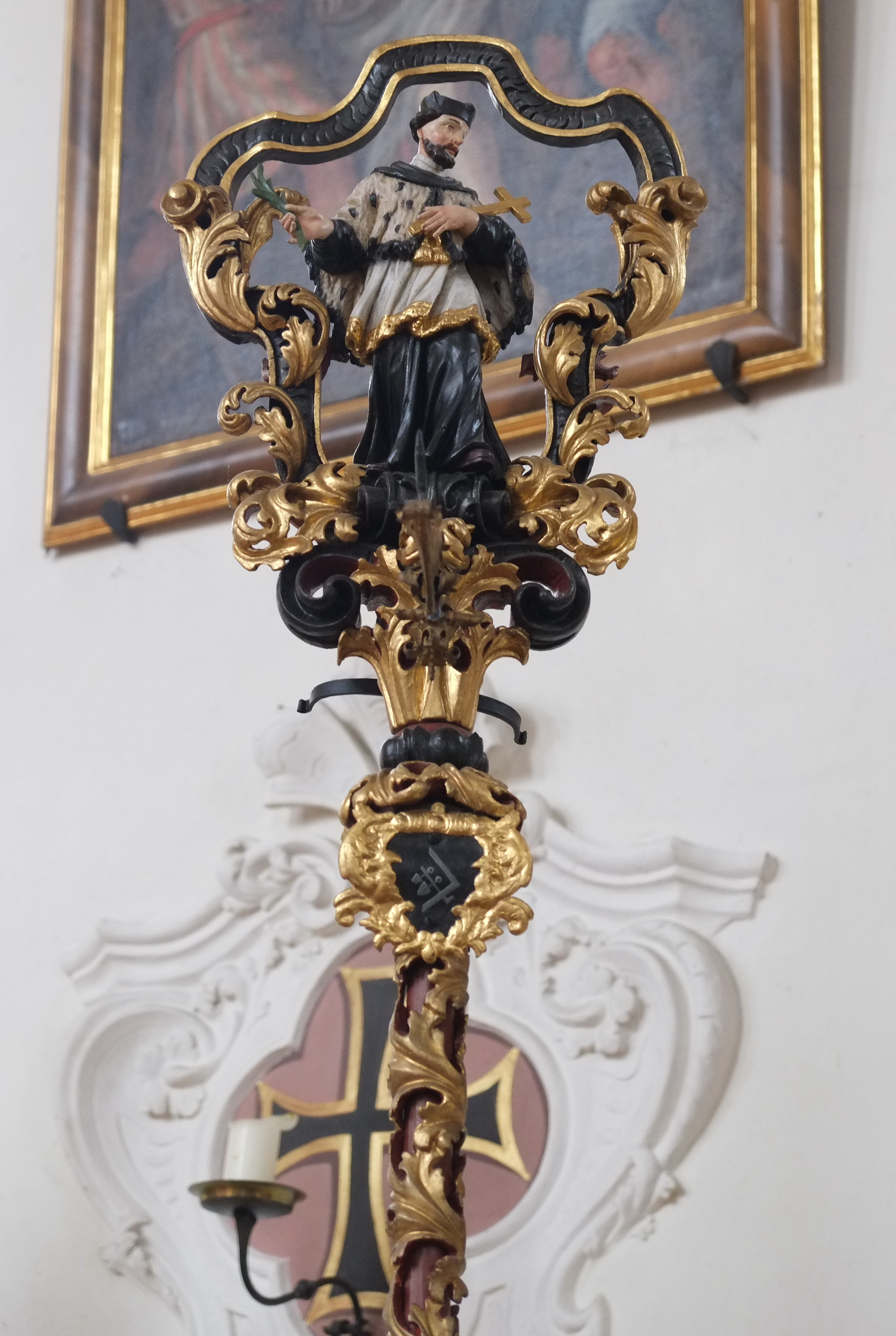

## Orgel
Auf der Empore steht eine Orgel aus dem Jahr 1730 von vermutlich Johann Martin Baumeister mit Schleiflade. Nachdem das Werk 1908 von Joseph Bittner erneuert wurde, ist nur noch der barocke Prospekt erhalten. Die Orgel verfügt über pneumatische Spiel- und Registertrakturen.
| I Hauptwerk CD–c3 |         |  |
| Principal         | 16′     |  |
| Gedackt           | 08′     |  |
| Flöte             | 08′     |  |
| Quintatön         | 08′     |  |
| Octav             | 04′     |  |
| Quint             | 03′     |  |
| Superoctav        | 02′     |  |
| Quint             | 01 ⁄2′0 |  |
| Sesquialter II    |         |  |
| Mixtur III        |         |  |
| Cymbel            | 01 ⁄3′0 |  |

| II Positiv CD–c3 |    |  |
| Gedackt          | 8′ |  |
| Salicional       | 8′ |  |
| Suavial          | 8′ |  |
| Principal        | 4′ |  |
| Flageolett       | 2′ |  |
| Mixtur III       | 1′ |  |

| Pedal CD–g1   |     |  |
| Principalbass | 16′ |  |
| Subbass       | 16′ |  |
| Octavbass     | 08′ |  |
| Violonbass    | 08′ |  |

- Koppeln: II/I, I/P, II/P

## Maria-Hilf-Kapelle
In der Gruft der Maria-Hilf-Kapelle im Westteil des Kirchhofes (des ehemaligen Friedhofes) ist die Mumie des Auftraggebers der Kirche, Landkomtur Carl Heinrich von Hornstein, aufgebahrt.

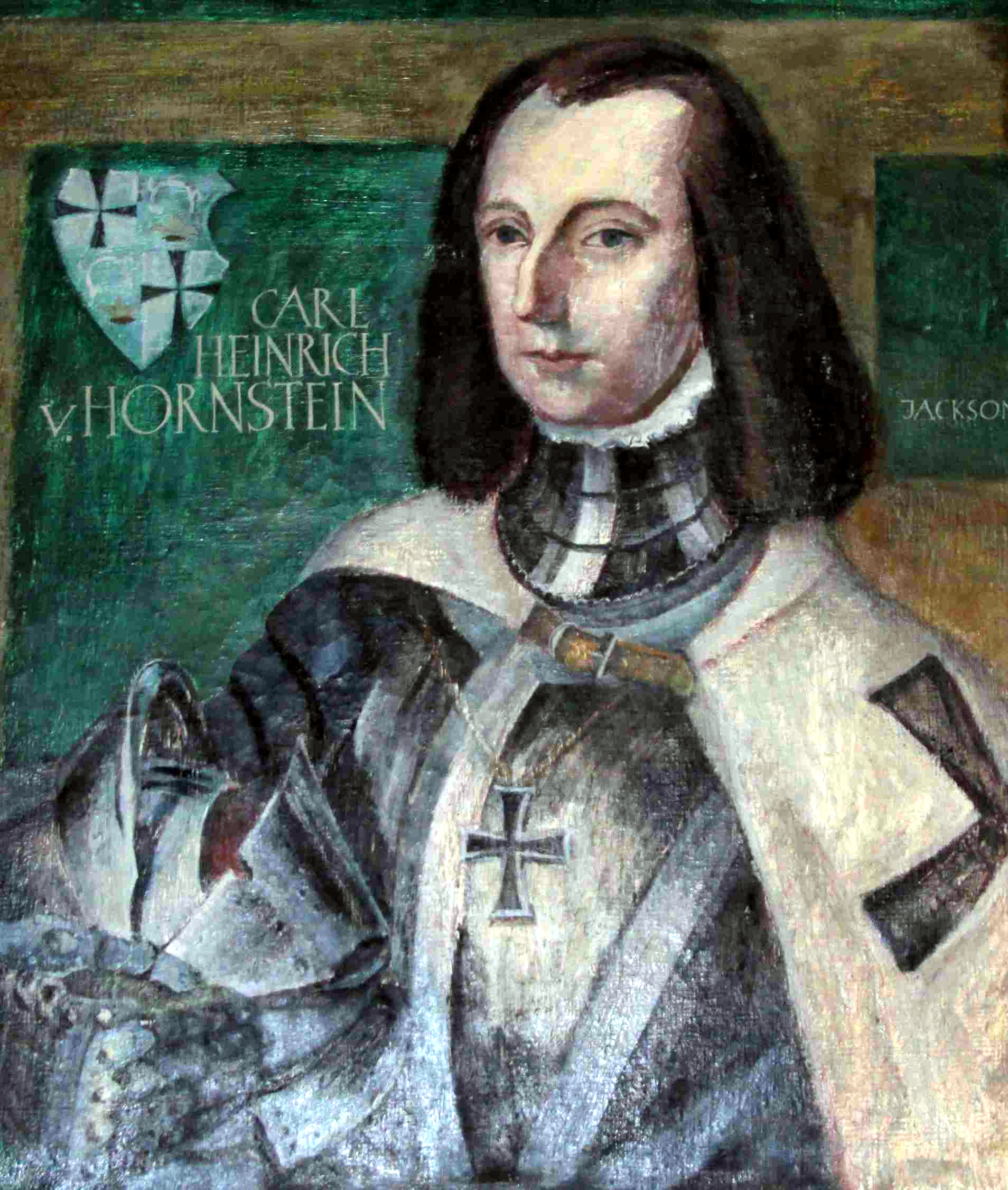
Gemälde des Auftraggebers der Kirche Carl Heinrich von Hornstein an der inneren Nordwand der Kirche
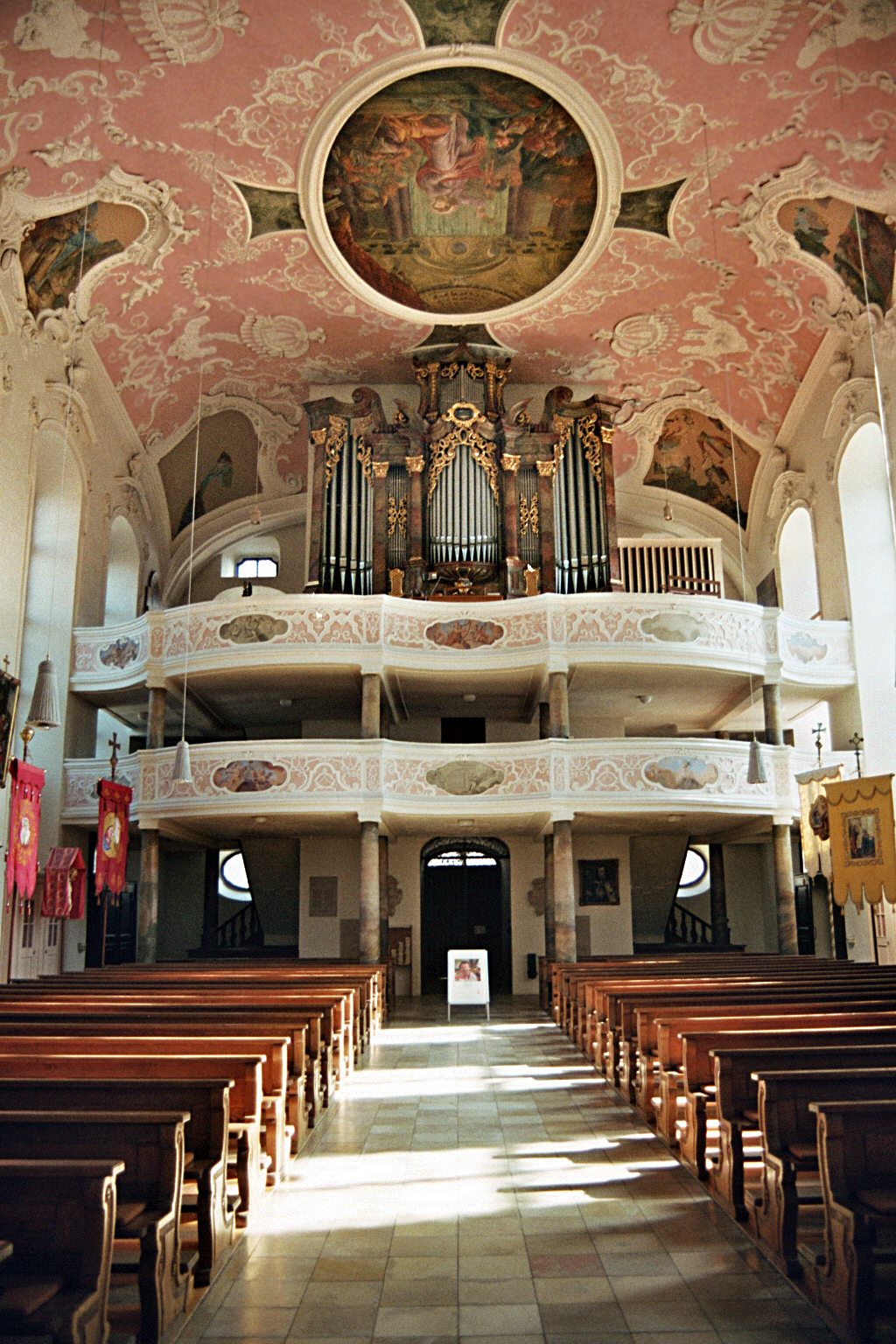
Blick zur Empore
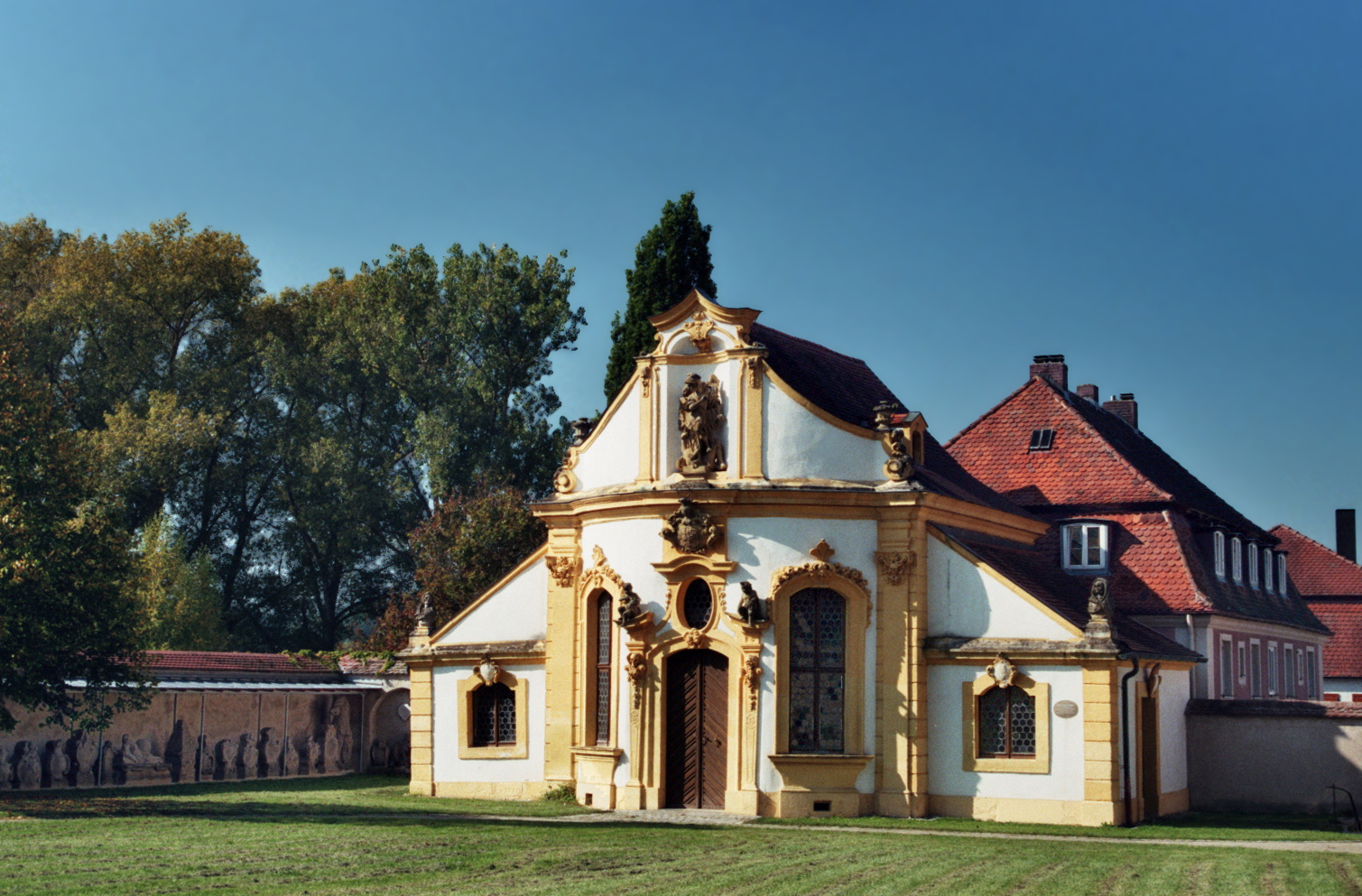
Ehemaliger Friedhof mit barocken Grabsteinen (links) und Maria-Hilf-Kapelle
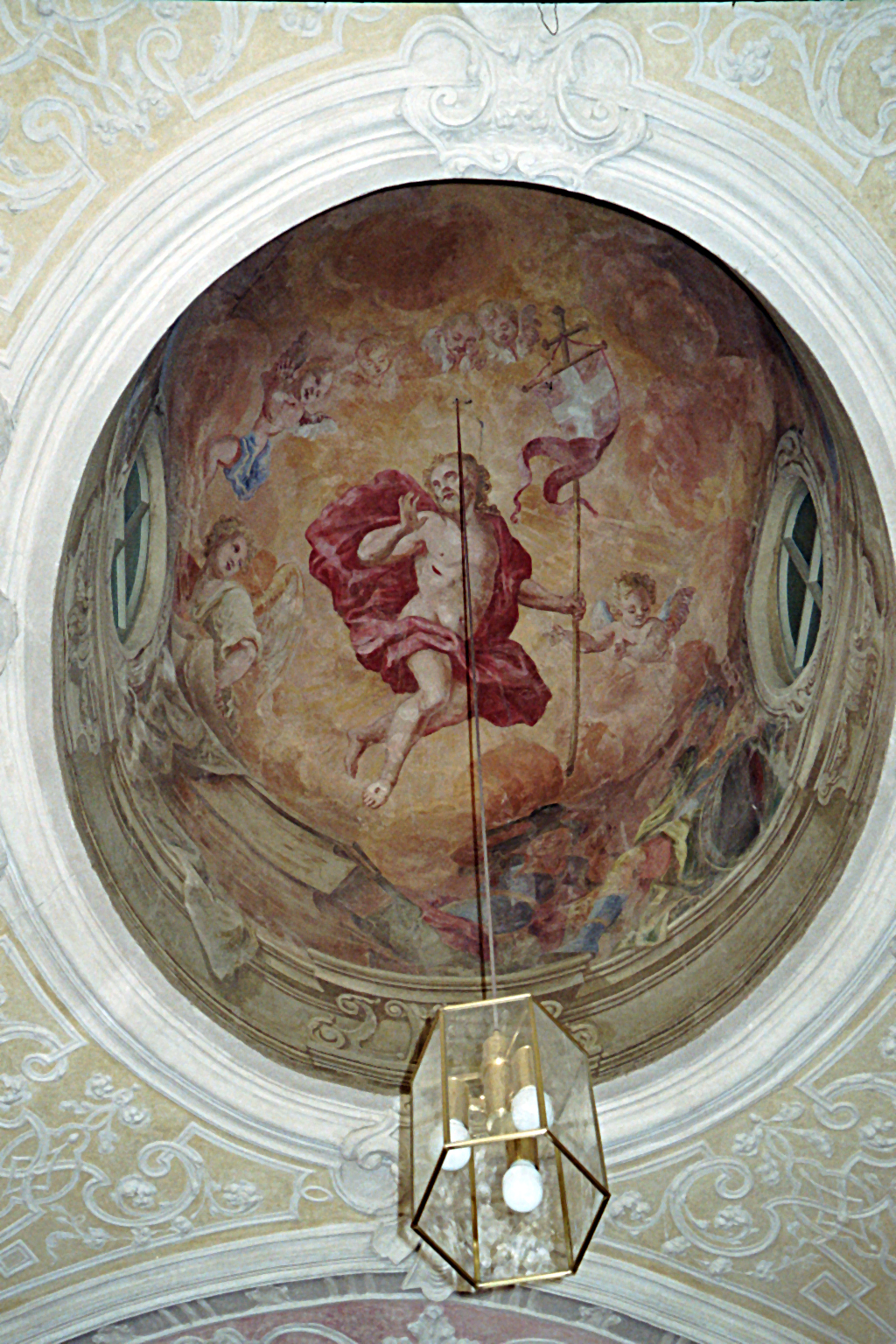
Fresko in der Maria-Hilf-Kapelle